# شهرستان پراگ-غرب
ناحیهٔ پراگ-غرب (به چکی: Prague-West District) یک ناحیه در جمهوری چک است که در منطقه بوهمی مرکزی واقع شده‌است. ناحیهٔ پراگ-غرب ۵۸۰٫۶۳ کیلومتر مربع مساحت و ۱۰۷٬۹۴۷ نفر جمعیت دارد.